# Blera ochrozona
Blera ochrozona är en tvåvingeart som först beskrevs av Stackelberg 1928.  Blera ochrozona ingår i släktet stubblomflugor, och familjen blomflugor. Inga underarter finns listade i Catalogue of Life.